# Марсел Карне
Марсел Алберт Карне (фр. Marcel Albert Carné; Париз 18. август 1906 -  Кламар 31. октобар 1996. године) био је француски филмски редитељ. 

## Биографија
Марсел Карне је рођен у престоници Француске у Паризу, као син столара од којег је касније учио занат. Мајку је изгубио када је имао пет година. Радио је као чиновник осигуравајућег завода, а упоредно је похађао вечерњу школу.

## Каријера
Своју каријеру у свету филмске уметности започео је као филмски критичар пошто је био уредник недељне публикације Хебдо-Филмс. Истовремено је радио на немим филмовима као асистент камере са редитељем Жаком Фејдером. Карне је започео своју филмску каријеру као асистент режије код Жака Фидера и Ренеа Клаира.  До своје 25 године, Карне је већ снимио свој први кратки филм, „Nogent, Eldorado du dimanche”. Његов први дугометражни филм био је „Jenny” (1936), чији је сценаријо написао чувени француски песник Жак Превер. То је био почетак њихове дугогодишње сарадње. Овај филм је обележио почетак њихове сарадње.

## Најпознатија дела
Карне је најпознатији по филмовима који су обликовали француски филмски реализам:
- Luka senki (1938) - Филм са Жаном Габином и Мишелом Симонем, који је освојио награду „Прикс Луј Делук” и сматра се једним од пионира филмског ноира.
- Dan puca (1939) - Филм са Жаном Габином, који се сматра једним од најважнијих дела поетског реализма
- Deca raja (1945) - Његово ремек-дело, снимано током Другог светског рата у окупираној Француској. Филм је историјска драма о позоришном животу у Паризу 1830-их и често га описују као „најлепши француски филм икада снимљен”.

## Живот
Марсел Карне је био хомосексуалац, а многи његови филмови садрже суптилне референце на мушку хомосексуалност и бисексуалност. Његов партнер био је Роланд Лесафре, који је често глумио у његовим филмовима. У време када је живео и радио, друштво није било склоно прихватању хомосексуалности, па је било уобичајено да се такве ствари држе у тајности. Иако није било отворених изјава о његовој хомосексуалности, многи критичари и филмски историчари сугеришу да је своју сексуалност исказивао кроз своја остварења, давајући суптилну ноту страсти и односа између два мушкарца. Карне је био познат у филмским круговима, али његова сексуалност није била нешто о чему се јавно говорило, а многи су то тек накнадно интерпретирали из његових филмова и личног живота.
Марсел Карне је преминуо 31. октобра 1996. године, у 90. години живота. Умро је у Кламарту, предграђу Париза, од последица природне смрти. Последње године живота провео је мирно, далеко од очију јавности и филмске индустрије. Сахрањен је са својим емотивним партнером Роналдом Ласафреом.